# 堅彌地街

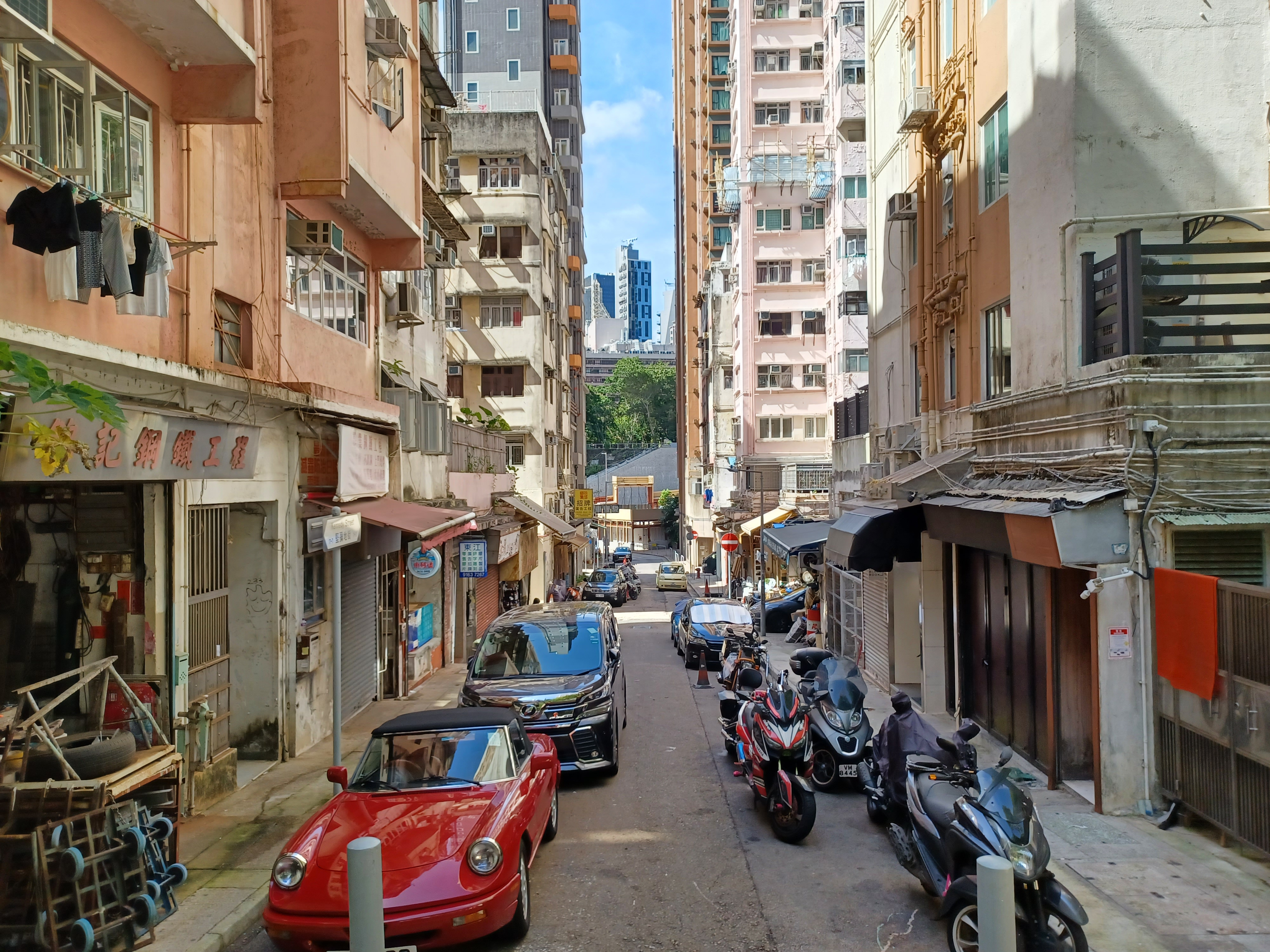
堅彌地街

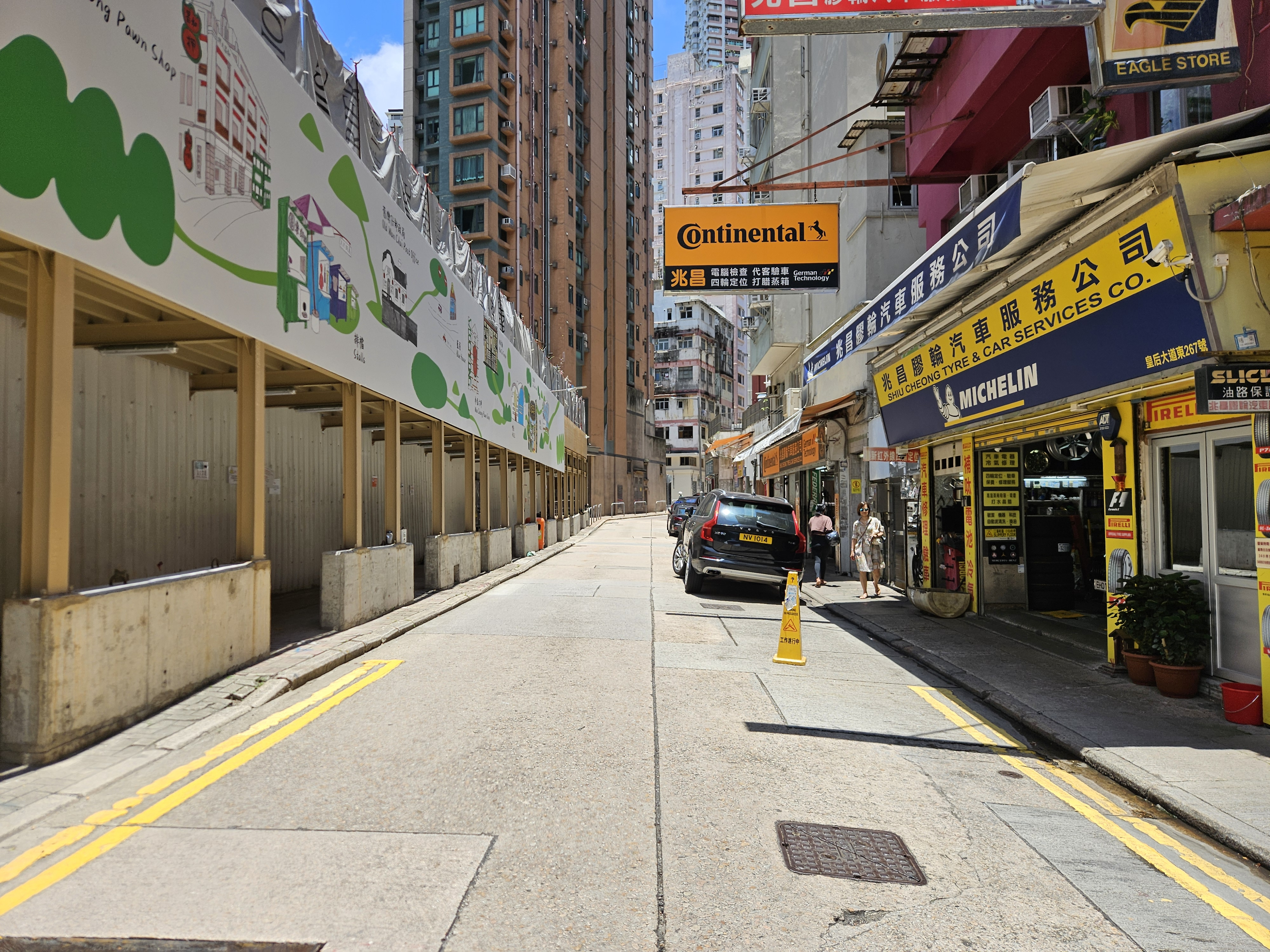
堅彌地街近皇后大道東

堅彌地街（英語：Kennedy Street），是位於香港灣仔區的一條的街道，連接灣仔堅尼地道及皇后大道東近灣仔道、石水渠街交界。街道建有單幢樓及唐樓，地鋪以汽車工程維修服務業為主。
堅彌地街是為紀念第7任香港總督堅尼地而命名。

## 鄰近建築
- 灣仔隆安街北帝古廟
- 堅彌地街休憩處
- 石水渠街聖雅各福群會社區中心
- 灣仔公園
- 香港華仁書院
- 灣仔街市
- 聖公會聖雅各小學
- 聖雅各堂(教堂)

## 交通
- 巴士:
- 電車: 灣仔大有大廈站
- 小巴

## 相關
- 堅尼地道
- 堅彌地城海旁
- 堅彌地城新海旁

## 外部連結
- 灣仔堅彌地街地圖 （页面存档备份，存于）
- 香港地方之堅彌地街 （页面存档备份，存于）
- 紀念英國殖民地28位香港總督而命名的香港街道名字 （页面存档备份，存于）